# Irving Thalberg

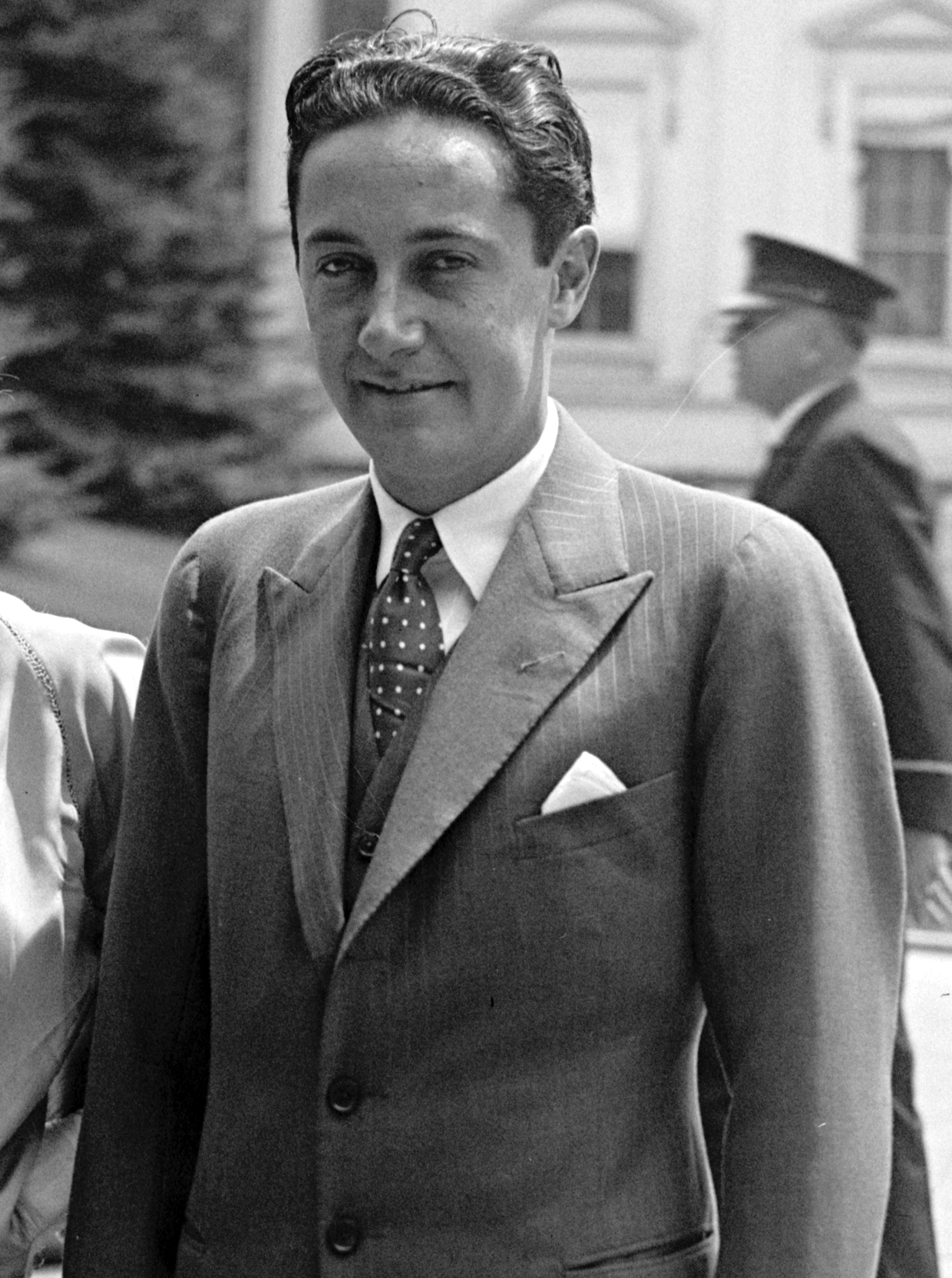
Thalberg in 1929

Irving Grant Thalberg (Brooklyn, 30 mei 1899 – Santa Monica, 14 september 1936) was een Amerikaans filmproducent.
Thalberg werd geboren als zoon van joodse ouders, die Duitse immigranten waren. Als kind kreeg hij acuut reuma, met als resultaat dat hij een zwak hart had. Na zijn schooldiploma, kreeg hij een baan in een van de kantoren van de filmstudio Universal Pictures. Daar werkte hij in dienst van filmpionier Carl Laemmle. Binnen enkele jaren werkte hij zich op naar de top, en al op 21-jarige leeftijd was hij de belangrijkste producent van de studio. Hij had het voor het zeggen bij de grootste filmproducties. Zo eiste hij een langere speelduur voor Foolish Wives (1922) en had het voor het zeggen op de set van The Hunchback of Notre Dame (1923).
In 1924 verliet Thalberg Universal om te werken voor de studio van Louis B. Mayer, die later zou vormen tot Metro-Goldwyn-Mayer. Ook hier had hij het zeggenschap bij de grootste films, zoals The Big Parade (1925), Ben-Hur: A Tale of the Christ (1925), Brown of Harvard (1926), The Temptress (1926), Flesh and the Devil (1926), The Crowd (1928), Show People en The Broadway Melody (1929). In 1925 kreeg hij een relatie met Norma Shearer, een van de bekendste actrices van de studio. Veel acteurs en crewleden beweren dat Shearer haar bekendheid had te danken aan Thalberg, die haar altijd als eerste rollen aanbood voordat anderen deze kans kregen. Ze trouwden in 1927 en kregen samen twee kinderen.
Thalberg groeide uit tot een van de machtigste mannen van Metro-Goldwyn-Mayer, geheel tot ongenoegen van Mayer. Toen hij in 1932 een hartaanval kreeg, verving Mayer hem door David O. Selznick en Walter Wanger. Thalberg keerde in 1933 terug naar de filmindustrie maar wist niet meer het aanzien te verwerven dat hij voorheen had. Desondanks werkte hij mee aan enkele van de grootste filmproducties.
In 1936 overleed Thalberg aan een longontsteking. Op dat moment werkte hij mee aan de films, A Day at the Races (1937), The Good Earth (1937) en Marie Antoinette (1938). Na zijn overlijden werd een prijs, uitgereikt door de Academy of Motion Picture Arts and Sciences, naar hem vernoemd: de Irving G. Thalberg Memorial Award.

## Filmografie
| - Reputation (1921) - Foolish Wives (1922) - Merry-Go-Round (1923) - The Hunchback of Notre Dame (1923) - His Hour (1924) - He Who Gets Slapped (1924) - Greed (1924) - The Unholy Three (1925) - The Merry Widow (1925) - The Tower of Lies (1925) - The Big Parade (1925) - Ben-Hur: A Tale of the Christ (1925) - Ibáñez' Torrent (1926) - La Bohème (1926) - Brown of Harvard (1926) - The Road to Mandalay (1926) - The Temptress (1926) - Valencia (1926) - Flesh and the Devil (1926) - Twelve Miles Out (1927) - The Student Prince in Old Heidelberg (1927) - London After Midnight (1927) - The Crowd (1928) - Laugh, Clown, Laugh (1928) - White Shadows in the South Seas (1928) - Show People (1928) - West of Zanzibar (1928) - The Broadway Melody (1929) - The Trial of Mary Dugan (1929) - Voice of the City (1929) - Where East Is East (1929) - The Hollywood Revue of 1929 (1929) - Hallelujah (1929) - His Glorious Night (1929) - The Kiss (1929) - Anna Christie (1930) - Redemption (1930) - The Divorcee (1930) - The Rogue Song (1930) - The Big House (1930) - The Unholy Three (1930) - Let Us Be Gay (1930) - Billy the Kid (1930) - Way for a Sailor (1930) - A Lady's Morals (1930) | - Inspiration (1931) - Trader Horn (1931) - The Secret Six (1931) - A Free Soul (1931) - Just a Gigolo (1931) - Menschen hinter Gittern (1931) - The Sin of Madelon Claudet (1931) - The Guardsman (1931) - The Champ (1931) - Possessed (1931) - Private Lives (1931) - Mata Hari (1931) - Freaks (1932) - Tarzan the Ape Man (1932) - Grand Hotel (1932) - Letty Lynton (1932) - As You Desire Me (1932) - Red-Headed Woman (1932) - Smilin' Through (1932) - Red Dust (1932) - Rasputin and the Empress (1932) - Strange Interlude (1932) - Tugboat Annie (1933) - Bombshell (1933) - Eskimo (1933) - La Veuve Joyeuse (1934) - Riptide (1934) - The Barretts of Wimpole Street (1934) - Outcast Lady (1934) - The Merry Widow (1934) - What Every Woman Knows (1934) - Biography of a Bachelor Girl (1935) - No More Ladies (1935) - China Seas (1935) - Mutiny on the Bounty (1935) - A Night at the Opera (1935) - Riffraff (1936) - Romeo and Juliet (1936) - Camille (1936) - The Good Earth (1937) - Maytime (1937) - A Day at the Races (1937) - Broadway Melody of 1938 (1937) - Marie Antoinette (1938) |